# Leisenau
Leisenau ist ein Ortsteil der Stadt Colditz im Landkreis Leipzig in Sachsen. Die eigenständige Gemeinde wurde im Rahmen einer Gebietsreform am 1. Januar 1994 der Gemeinde Großbothen zugeordnet. Mit der Auflösung der Gemeinde Großbothen kam Leisenau am 1. Januar 2011 als einer der vier südlichen Ortsteile zur Stadt Colditz.

## Geographie

### Geographische Lage und Verkehr
Leisenau liegt ca. 6 km nordwestlich der Stadt Colditz und ist mit der B 107 direkt mit ihr verbunden. Der Ort befindet sich zwischen dem Glastener Forst im Westen und der Mulde im Osten. Südlich des Orts fließt der Leitenbach am Nordrand des „Kiessandtagebaus Sermuth I“ vorbei. Er mündet ein kleines Stück unterhalb der Vereinigung von Zwickauer Mulde und Freiberger Mulde in die nun Vereinigte Mulde. Vom Hutenhübel hat man eine gute Sicht auf die Muldenvereinigung bei Sermuth. Westlich von Leisenau entspringt im Glastener Forst das Leisenauer Wasser, ein Zufluss der Parthe.
Östlich von Leisenau befindet sich das Mitte der 1970er Jahre durch Bau eines Verbindungsbogens entstandene Gleisdreieck der stillgelegten Bahnstrecke Glauchau–Wurzen (Muldentalbahn) mit der noch in Betrieb befindlichen Bahnstrecke Borsdorf–Coswig. An dieser befindet sich nördlich von Leisenau der Bahnhof Großbothen.

### Nachbarorte
| Großbothen | Kleinbothen                                 | Kössern                                       |
| Glasten    | Kompassrose, die auf Nachbargemeinden zeigt | Sermuth (Fluren Kötteritzsch und Großsermuth) |
|            | Schönbach                                   |                                               |

## Geschichte

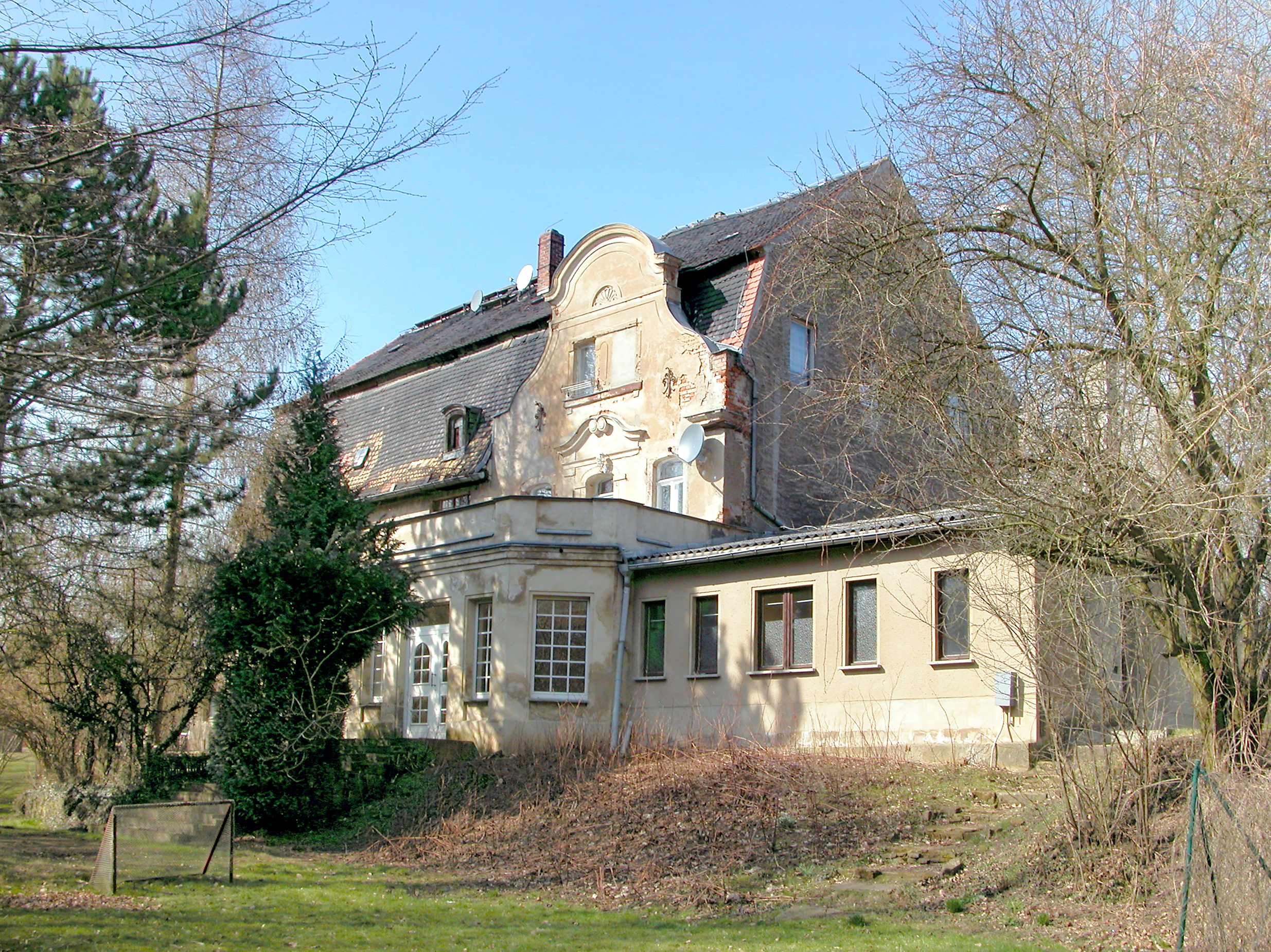
Herrenhaus des Ritterguts Leisenau

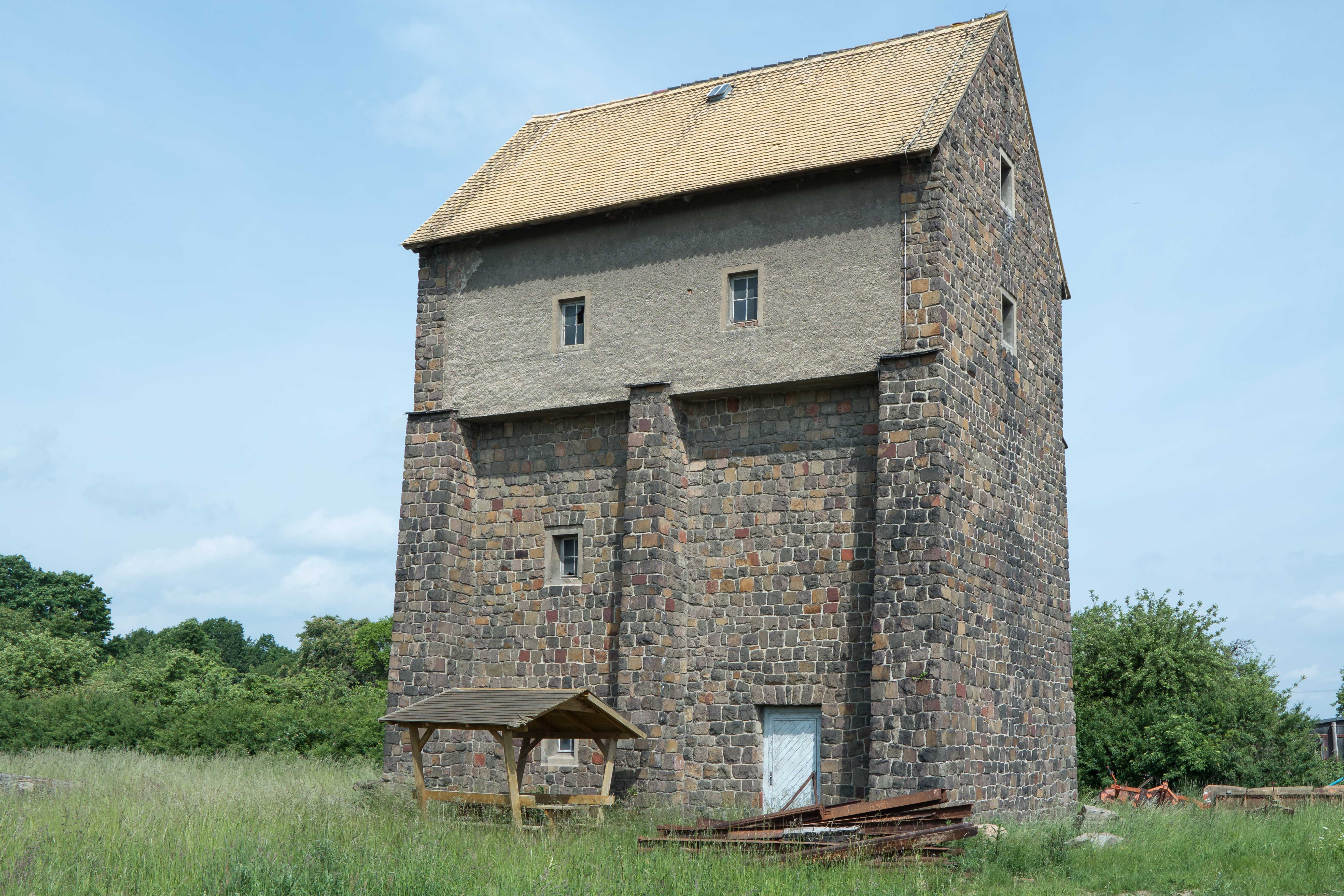
Wasserturm Leisenau

Als slawische Siedlung wurde das Platzdorf Leisenau erstmals 1362 unter dem Namen Leyznaw in Urkunden erwähnt. Die Siedlung lag an der alten Poststraße von Colditz nach Grimma, die in Richtung Kössern durch eine Furt durch die Mulde führte. Bezüglich der Grundherrschaft gehörte Leisenau zum Rittergut Leisenau, das 1548 erstmals erwähnt wurde. Bis 1945 war das Rittergut im Besitz von mindestens 18 Familien, die teilweise adlig waren. Um 1547 besaß es ein Hermann von Hoff, dem zu dieser Zeit auch das Rittergut in Kötteritzsch gehörte. Kirchlich ist Leisenau seit 1529 nach Schönbach eingepfarrt. Im Jahr 1780 wurde die Volksschule Leisenau geschaffen.
Leisenau gehörte bezüglich der Grundherrschaft bis 1856 zum kurfürstlich-sächsischen bzw. königlich-sächsischen Amt Colditz. Bei den im 19. Jahrhundert im Königreich Sachsen durchgeführten Verwaltungsreformen wurden die Ämter aufgelöst. Dadurch kam Leisenau im Jahr 1856 unter die Verwaltung des Gerichtsamts Colditz und 1875 an die neu gegründete Amtshauptmannschaft Grimma. Im Zuge der Bodenreform in der Sowjetischen Besatzungszone ab 1945 wurden die Besitzer des Ritterguts Leisenau enteignet und der Grundbesitz aufgeteilt.
Durch die zweite Kreisreform in der DDR im Jahr 1952 wurde die Gemeinde Leisenau dem Kreis Grimma im Bezirk Leipzig angegliedert. Die Schließung der Volksschule (Grundschule) Leisenau erfolgte im Jahr 1965. Im Jahr 1990 kam Leisenau zum sächsischen Landkreis Grimma, der 1994 im Muldentalkreis bzw. 2008 im Landkreis Leipzig aufging.
Am 1. Januar 1994 schloss sich die Gemeinde Leisenau im Rahmen einer Gebietsreform mit den Gemeinden Großbothen, Kössern und Sermuth-Schönbach zur Großgemeinde Großbothen zusammen. Bei der Auflösung der Gemeinde Großbothen kam Leisenau am 1. Januar 2011 mit den drei weiteren südlichen Ortsteilen – Sermuth, Schönbach und Zschetzsch zur Stadt Colditz.